# Доля Всесвіту

Сценарій Великого стискання — один із варіантів майбутнього Всесвіту

Доля Всесвіту — одна з тем фізичної космології. Існує багато варіантів майбутнього в наукових теоріях та гіпотезах, вони стосуються як знищення, так і нескінченного існування Всесвіту.
Після того, як теорія Великого вибуху була прийнята більшістю вчених, майбутнє Всесвіту стало одним з провідних питань космології, що розглядається з різних точок зору залежно від фізичних властивостей Всесвіту: його маси, енергії, густини та швидкості розширення.
Серед космологів існує консенсус, що Всесвіт плоский і тому буде розширюватися вічно.[неавторитетне джерело] Здебільшого, доля Всесвіту залежить від його форми та від того, яку роль у ньому відіграє темна енергія.

## Історія

### Давні часи
У минулому більшість народів світу не мало чіткого уявлення навіть про існування Всесвіту, не кажучи вже про його майбутнє. Більшість з них вважали свою долю та долю Землі цілком залежною від різноманітних божеств, які існують поза простором-часом. Але це не заважало деяким цивілізаціям висувати гіпотези, що стосуються майбутнього нашої планети.
Племена інків, майя та ацтеків вважали, що простір-час є замкнутим кільцем, на одній стороні якого розташовується початок історії, а на інший — теперішній час. За їхньою гіпотезою, колись майбутнє має плавно перейти у минуле, що можна прийняти за першу згадку моделі циклічного Всесвіту. Такої ж моделі дотримувалися германські та слов'янські племена. Подібна форма міркування, можливо, була пов'язана з аграрною моделлю існування: дозрівання врожаю та його відмирання восени, рік за роком.

### Теорія
Наукове передбачення долі Всесвіту стало можливим із відкриттям Загальної теорії відносності Альбертом Ейнштейном у 1916 році, яка дозволяє описати майбутнє Всесвіту з максимальною точністю. Існує багато можливих висновків з теорії відносності, але кожен з них враховує майбутню долю Всесвіту. Ряд таких відкриттів запропонував Олександр Фрідман у 1922 році, а за ним і Жорж Леметр у 1927. Обидва вчені вивели так зване рівняння Фрідмана (але назву воно отримало на честь першовідкривача). Деякі моменти з нього передбачали розширення Всесвіту з сингулярності, що, власне, є сутністю теорії Великого вибуху.

### Спостереження
У 1920-х роках відомий астроном Едвін Габбл почав працювати в обсерваторії Маунт-Вілсон, де отримав доступ до найбільшого на той час телескопа Hooker. Більшість вчених тоді вважали, що Всесвіт складається тільки з нашої галактики. Габбл використав новий телескоп для спостереження за пульсуючими зорями, цефеїдами, які є індикаторами відстані в космосі. Його спостереження відкрили факт існування далеких від Чумацького Шляху об'єктів: видимі в телескопі туманності були доказом існування інших галактик.
1931 року Габбл опублікував роботу, у якій стверджував, що галактики розбігаються одна від одної зі швидкістю, пропорційною відстані між ними. Це відкриття зруйнувало стаціонарну модель Всесвіту, яка існувала ще з часів Арістотеля. З того часу зародження Всесвіту та його можливий кінець стали темою обговорення багатьох вчених.

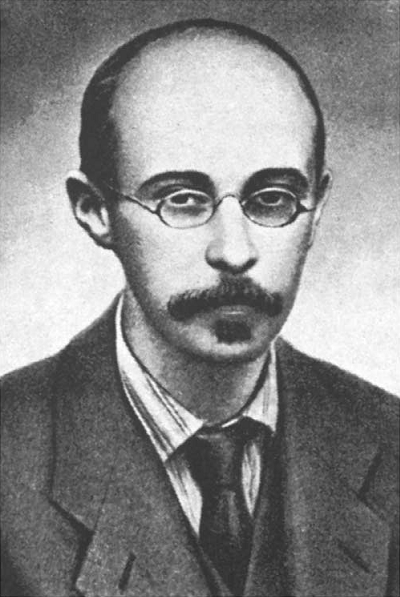
Александр Фрідман

### Теорії Великого Вибуху та Стаціонарного Всесвіту
1927 року Жорж Леметр запропонував теорію щодо походження Всесвіту, яку назвали теорією Великого Вибуху. Базуючись на дослідженнях Едвіна Габбла та на рівнянні Фрідмана, Леметр припустив, що розширення галактик можна екстраполювати в минуле, звівши все до єдиної точки.
1948 року Фред Гойл запропонував протилежну гіпотезу, у якій висловив думку про те, що Всесвіт хоч і розширюється постійно, але залишається статичним через появу нової матерії.
Прихильники цих теорій сперечалися між собою аж до відкриття, зробленого Арно Пензіасом та Робертом Вілсоном 1965 року. Вони відкрили так зване реліктове випромінювання, яке було передбачено теорією Великого Вибуху, але не теорію Стаціонарного Всесвіту. У результаті теорія Великого Вибуху стала домінуючою теорією створення Всесвіту серед науковців.

### Космологічна стала
Коли Ейнштейн тільки сформулював свою теорію відносності, він та його сучасники вважали, що Всесвіт перебуває у стаціонарному стані. Щоб це довести, він ввів у свої рівняння так звану космологічну сталу, параметр простору-часу, який дозволяв Всесвіту залишатися сталим. Але коли Едвін Габбл довів, що Всесвіт постійно розширюється, Ейнштейн назвав космологічну сталу «найбільшою помилкою свого життя».

### Параметр густини Всесвіту

Залежність майбутнього Всесвіту (зокрема галактик) від параметра густини матерії Ω_{M} та густини темної енергії Ω_{Λ}

Найважливішу роль у долі Всесвіту відіграє параметр густини, Омега (Ω), який є результатом ділення середньої густини Всесвіту на критичне значення цієї густини. При цьому існує три варіанти значення Ω:
Ω < 1 — відкритий Всесвіт,
Ω = 1 — плоский Всесвіт,
Ω > 1 — замкнутий Всесвіт.
Ці три сценарії стосуються усієї геометрії простору, тому особливо важливим питанням для космологів є значення цього параметра.

## Роль форми Всесвіту
Див. також: Форма Всесвіту

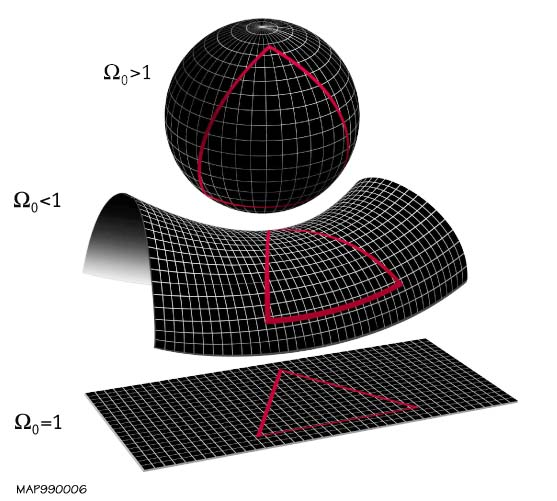
Три можливі форми Всесвіту при різних значеннях Ω

Сьогодні більшість космологів вважає, що доля Всесвіту залежить від його форми, кількості темної енергії у ньому та від рівняння, що показує залежність густини темної енергії від розширення Всесвіту. Недавні спостереження показують, що коефіцієнт швидкості розширення зростає відповідно до теорії Відкритого Всесвіту, але дослідження WMAP дозволяють припустити, що Всесвіт є плоским або перебуває в стані, подібному до плоского.

### Замкнений Всесвіт
Якщо Ω > 1, то геометрія у Всесвіті замкнута подібно до сфери. Сума кутів трикутника перевищує 180 градусів, а паралельні лінії врешті-решт перетинаються. Геометрія Всесвіту, принаймні у великих масштабах, є сферичною.
У замкнутому просторі сила тяжіння врешті-решт зупинить розширення Всесвіту, після чого він почне стискатися допоки вся матерія не сколапсує в єдину точку. Такий перехід до сингулярності називається «Великим стисканням», він є протилежністю Великого вибуху.
Ця теоретична можливість нової сингулярності дає нагоду деяким космологом вважати, що та ж сингулярність, яка була початковою для нашого Всесвіту, була заключною подією в минулому циклі життя Всесвіту. Тому все існування Всесвіту це нескінченний цикл, з поступовим чергуванням розширення та стиснення. Період такого циклу коливається від 60 млрд до 1000 млрд років.
Деякі сучасні теорії припускають, що у космосі є неймовірно велика кількість темної енергії, сили відштовхування якої вистачить, аби розширення Всесвіту тривало вічно — навіть при Ω > 1.

### Відкритий Всесвіт

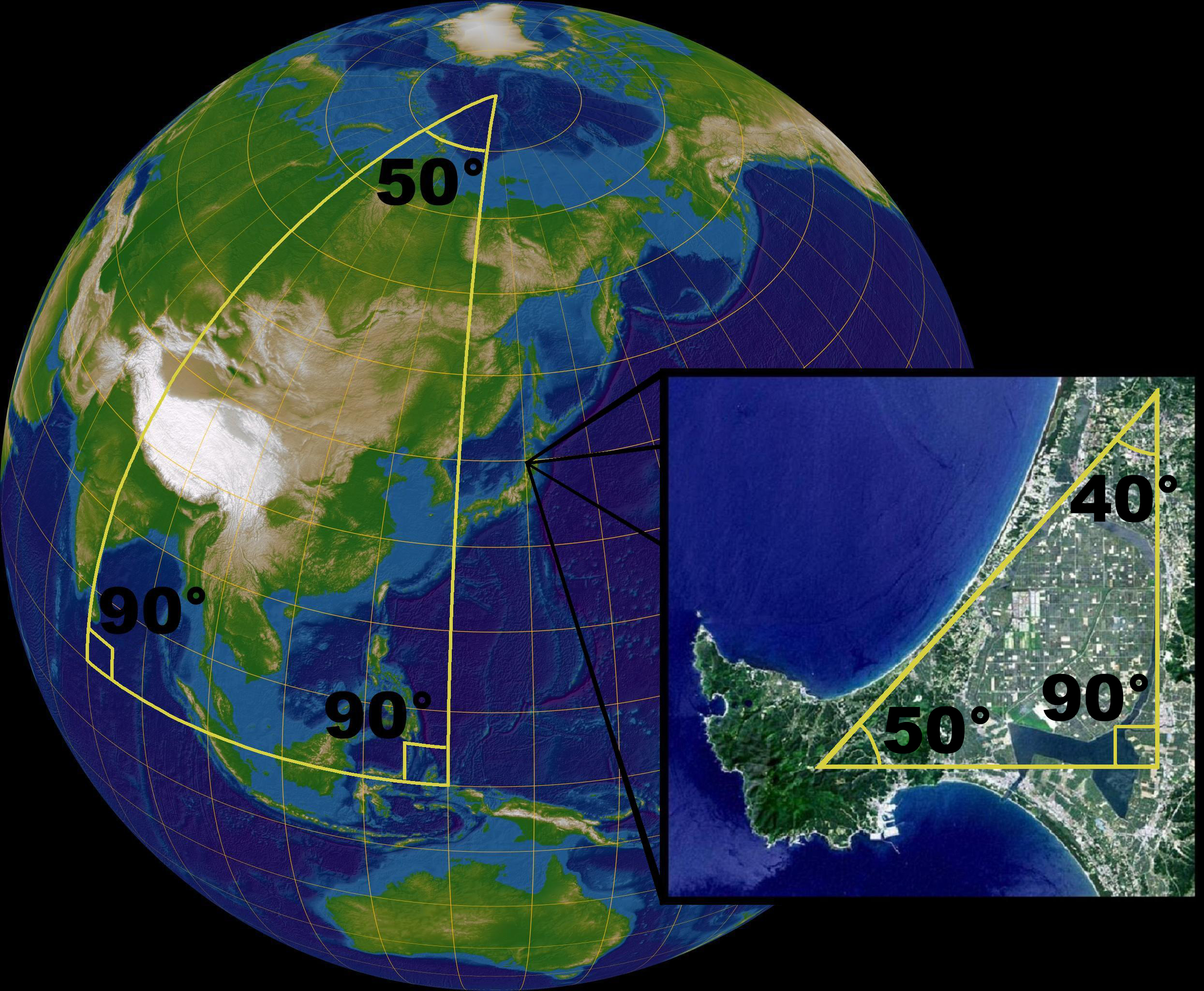
Трикутник у сферичній геометрії як приклад замкненої форми Всесвіту

Якщо Ω < 1, то геометрія простору є відкритою, нагадуючи поверхню сідла (див. малюнок). Сума кутів трикутника менша за 180 градусів, а поверхні мають від'ємну кривину. Геометрія такого Всесвіту гіперболічна.
Навіть без темної енергії такий Всесвіт буде розширюватися завжди, сила тяжіння у такому випадку майже не впливає на швидкість розширення, а з темною енергію воно навіть прискориться. У такому випадку Всесвіт спіткає теплова смерть.

### Плоский Всесвіт
Якщо середня густина матерії Всесвіту дорівнює критичній густині (Ω = 1), то геометрія Всесвіту є евклідовою: сума кутів трикутника дорівнює 180 градусів, а паралельні лінії ніколи не перетинаються. Вимірювання зонда WMAP підтвердили, що Всесвіт є плоским, але з 0,4 % шансом помилки.
Якщо темна енергія відсутня, плоский Всесвіт буде розширюватися завжди, але повільніше з кожною секундою. Врешті-решт, швидкість розширення буде наближатися до нуля. За наявності темної енергії швидкість розширення Всесвіту спочатку сповільниться через сили тяжіння, але потім зросте. Доля Всесвіту в такому випадку аналогічна до теорії Відкритого Всесвіту.

## Теплова смерть Всесвіту

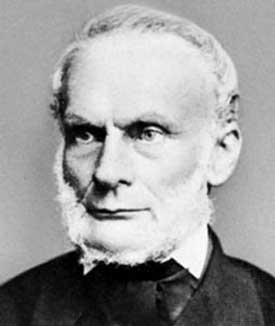
Рудольф Клаузіус сформулював принципи теорії теплової смерті

Теплова смерть є найбільш імовірним сценарієм кінця існування Всесвіту. Основні положення теорії Великого заморожування були сформульовані німецьким фізиком Рудольфом Клаузіусом у 1865 році. За його гіпотезою, ми мусимо розглядати Всесвіт як ізольовану систему (тобто таку, яка не обмінюється енергією з подібною системою). Беручи до уваги другий закон термодинаміки, вчений зробив висновок, що ентропія у Всесвіті неперервно зростає, наближаючись до максимуму. Як наслідок, у Всесвіті через деякий час мають припинитися всі макроскопічні процеси.
У 1970-х роках майбутнє Всесвіту було досліджено Джамалем Ісламом та Фріменом Дайсоном. А фізики Фред Адамс та Грег Лафлін розділили цю хронологію на п'ять епох, відлік яких починається з Великого Вибуху[джерело?].

### Початкова епоха (у 10−36— 105роках)
Перша, початкова епоха — це час у минулому відразу після Великого вибуху, коли ніякі зорі ще не сформувалися. У дуже короткий час створюються та знищуються деякі елементарні частинки. Поступово гравітація стає домінуючою силою у Всесвіті.
Між 380 000 роком і 550 млн роком після Великого Вибуху Всесвіт заповнений гідрогеном та гелієм, реліктовим випромінюванням та випромінюванням атомарного гідрогену на хвилі 21 см[джерело?]. Зорі, квазари та інші яскраві джерела ще не існують.

### Епоха зір (у 106— 1014роках)
Теперішня ера, ера активного народження зір, закінчиться саме тоді, коли галактики вичерпають усі запаси міжзоряного газу. У цей же час щезнуть маломасивні зорі — червоні карлики, — повністю вичерпавши свої джерела горіння.
Набагато раніше згасне Сонце — спочатку воно перетвориться на червоного гіганта, поглинувши Меркурій та Венеру. Земля, навіть якщо її не спіткає така ж доля, розжариться настільки, що буде являти собою згусток лави на денній стороні.
У цю епоху відбувається злиття Чумацького шляху з галактикою Андромеди.

### Епоха розпаду (у 1015— 1039роках)
Якщо у попередній стадії усі основні об'єкти Всесвіту — зорі, подібні до Сонця, то в еру розпаду — білі та коричневі карлики, а також більш рідкісні нейтронні зорі та чорні діри.
Якщо у минулій стадії горіння гідрогену було найпоширенішим процесом, то домінуватимуть процеси анігіляції та, можливо, розпаду протонів (такий розпад є гіпотетичним).
Галактики також дуже відрізнятимуться від теперішніх: усі зорі неодноразово зіштовхувалися одна з одною. Розмір галактик значно збільшився: усі галактики, що входять до складу місцевих скупчень, злилися в одну.
Через 1040 років остаточно розпадуться нукліди.[джерело?]

### Епоха чорних дір (у 1040— 10100роках)

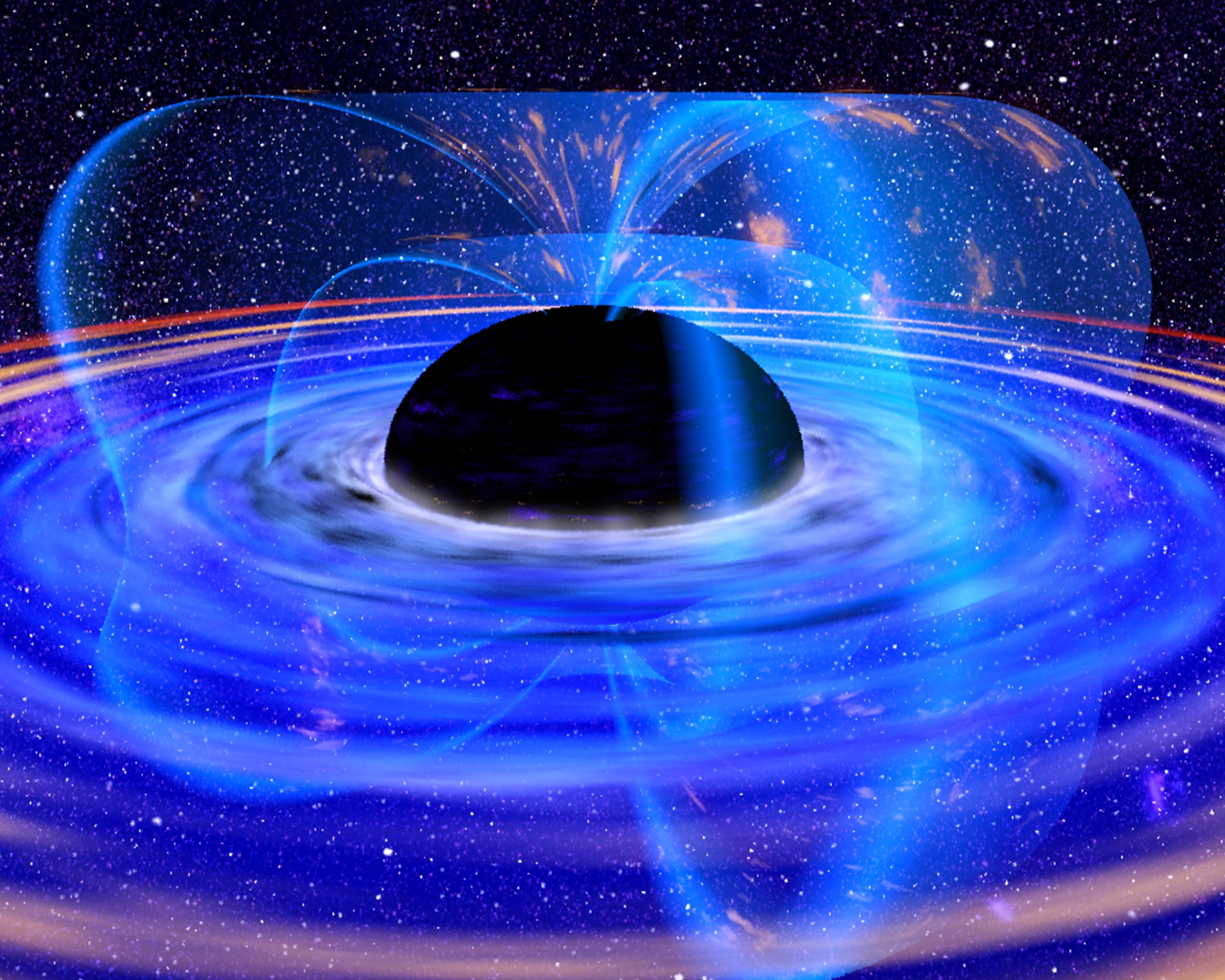
Чорні діри — останні об'єкти у згасаючому просторі

На цьому етапі майже вся матерія представлена морем елементарних частинок. Лише на деяких ділянках Всесвіту продовжують існувати нейтронні зорі. На перший план виходять чорні діри.
За попередні декади вони значно збільшили свій розмір за рахунок речовини, але в цю будуть її випромінювати. Основних механізмів тут два: зіткнення чорних дір та їхнє наступне злиття вивільнює значну гравітаційну енергію, створюючи гравітаційні хвилі. Другим механізмом є випромінювання Гокінга: завдяки своїй природі деяким фотонам вдається пробиватися за горизонт подій. Разом із фотонами чорна діра втрачає й масу, а втрата маси веде до ще більшого потоку фотонів. В якийсь момент гравітація більше не може утримувати фотони під горизонтом подій і чорна діра вибухає, викидаючи останні залишки фотонів.

### Епоха вічної тьми (після 10101року)
У цій ері вже не залишилося ніяких джерел енергії. Збереглися лише кінцеві продукти всіх процесів, що відбувалися в минулих декадах: фотони з великою довжиною хвилі, нейтрино, електрони, позитрони та кварки. Температура поступово наближається до абсолютного нуля. Час від часу електрони та позитрони створюють нестабільні атоми позитронію, але потім їх все одно спіткає повна анігіляція.
Випадкові квантові флуктуації або квантове тунелювання можуть навіть призвести до повторного Великого вибуху у {\displaystyle 10^{10^{56}}} році. За відсутності темної енергії теплова смерть може настати лише в плоскому або відкритому Всесвіті, а з позитивним значенням космологічної сталої — у замкненому.
Більшість вчених вважають сценарій теплової смерті однією з найважливіших гіпотез у космології.

## Інші теорії
Як уже зазначалося, доля Всесвіту залежить від густини матерії у ньому. На підставі вимірів швидкості розширення та густини речовини Всесвіту більшість вчених вважають сценарій «Великого заморожування» (тобто теплової смерті) найбільш імовірним сценарієм кінця існування всього живого у Всесвіті. Але допоки ця теорія остаточно не підтвердилася, ми маємо розглядати альтернативні версії майбутнього Всесвіту.

### Великий розрив

Знищення Галактики за сценарієм Великого розриву

Теорія Великого розриву більше інших теорій залежить від темної енергії, а саме від параметра {\displaystyle w}, що є відношенням тиску темної енергії до її густини. Якщо гіпотеза Великого розриву правильна, то зі збільшенням швидкості розширення Всесвіту відстань до горизонту подій буде зменшуватися. Якщо розмір горизонту подій стане меншим за розмір будь-якого іншого об'єкта, то між ними припиняться будь-які взаємодії: гравітаційні, електромагнітні, сильні та слабкі.
Час до знищення Всесвіту можна обчислити, якщо прийняти значення {\displaystyle w} рівним -1,5 і скласти рівняння вигляду:
{\displaystyle t_{rip}-t_{0}\approx {\frac {2}{3|1+w|H_{0}{\sqrt {1-\Omega _{m}}}}},}
де H0 — Стала Габбла (70км/c)/Мпс, а Ωm — значення густини усієї матерії Всесвіту (0,3).
У такому випадку кінець існування Всесвіту настане через 22 млрд років.
- За мільярд років до Великого розриву розпадуться скупчення галактик.
- За 60 млн років до Великого розриву гравітація стане занадто слабкою, щоб утримувати галактики.
- За 3 місяці до Великого розриву наша Сонячна система стане гравітаційно нестабільною.
- За 30 хвилин до Великого розриву зруйнується Земля.
- За {\displaystyle 10^{-9}} секунд до Великого розриву зруйнуються атоми.[15]

Але, за останніми космологічними даними, ми не можемо знати, який з трьох варіантів правильний: {\displaystyle w} > -1, {\displaystyle w} < -1 чи {\displaystyle w} = -1. Також ми не можемо бути певними у властивостях темної енергії.
Після Великого розриву всі відомі нам закони фізики перестануть працювати, тому подальшу долю Всесвіту передбачити неможливо.

### Велике стискання

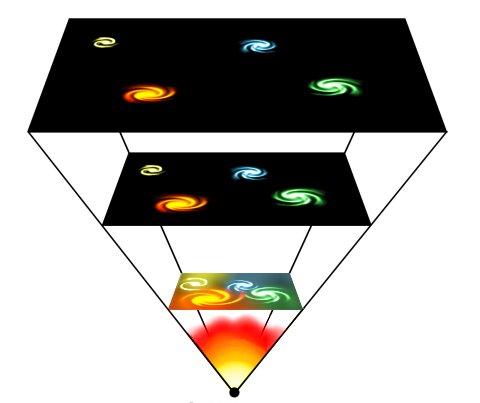
Сценарій Великого стискання, якщо дивитися зверху донизу, і Великого вибуху, якщо навпаки

Якщо Всесвіт не нескінченний, а швидкість розширення не перевищує космічну швидкість, то спільне гравітаційне тяжіння усієї матерії врешті-решт зупинить його розширення та змусить почати стискатися. Проте через зростання ентропії сценарій стискання буде суттєво відрізнятися від оберненого в часі сценарію розширення: Всесвіт не буде однорідним, як було після Великого Вибуху, а буде поділений на ізольовані групи.
У результаті вся матерія Всесвіту має сколапсувати в чорні діри, які поступово будуть зростатися, утворюючи єдину чорну діру — сингулярність Великого стискання. Деякі теорії стверджують, що стиснутий Всесвіт своєю чергою може бути початком нового Великого вибуху, що дає підстави говорити про циклічну модель його еволюції. Теоретично, ця модель не дуже узгоджується з другим законом термодинаміки — ентропія накопичуватиметься від циклу до циклу і згодом має призвести до теплової смерті.
Проте більшість вчених відхиляють сценарій Великого стискання, бо, за останніми спостереженнями, сили гравітації не тільки не зупиняють розширення Всесвіту, а навіть прискорюють його. Але оскільки темна енергія ще не до кінця досліджена, ми не можемо остаточно відкинути цей варіант долі Всесвіту.

### Великий відскок
Цей сценарій можливий при циклічній моделі існування Всесвіту, у якій утворення нашого Всесвіту було результатом знищення попереднього. З точки зору теорії пульсуючого Всесвіту, початком існування нашого Всесвіту був не Великий вибух, а саме Великий відскок, керований складними ефектами квантової механіки.
Основна ідея теорії Великого відскоку схожа на теорію Великого стискання: через деякий час Всесвіт має припинити розширення та почати стискатися. Але деякі вчені вважають, що, на відміну від теорії Великого стискання, Всесвіт не повернеться до сингулярності, а лише впритул наблизиться до цього стану і потім відскочить, як м'яч від поверхні, створивши новий Всесвіт. З точки зору теорії Великого відскоку, ми можемо жити як у будь-якій точці нескінченого циклу, так і в першій його ітерації.
У 2012 році Кай, Іссон і Бранденбергер успішно побудували нову теорію несингулярного Великого відскоку в рамках стандартної ейнштейнівської теорії гравітації. Ця теорія дозволяє об'єднати концепції Великого відскоку і екпіротичного сценарію, і, зокрема, дозволяє вирішити проблему нестабільності Бєлінського-Халатникова-Ліфшиця.

### Мультивсесвіт

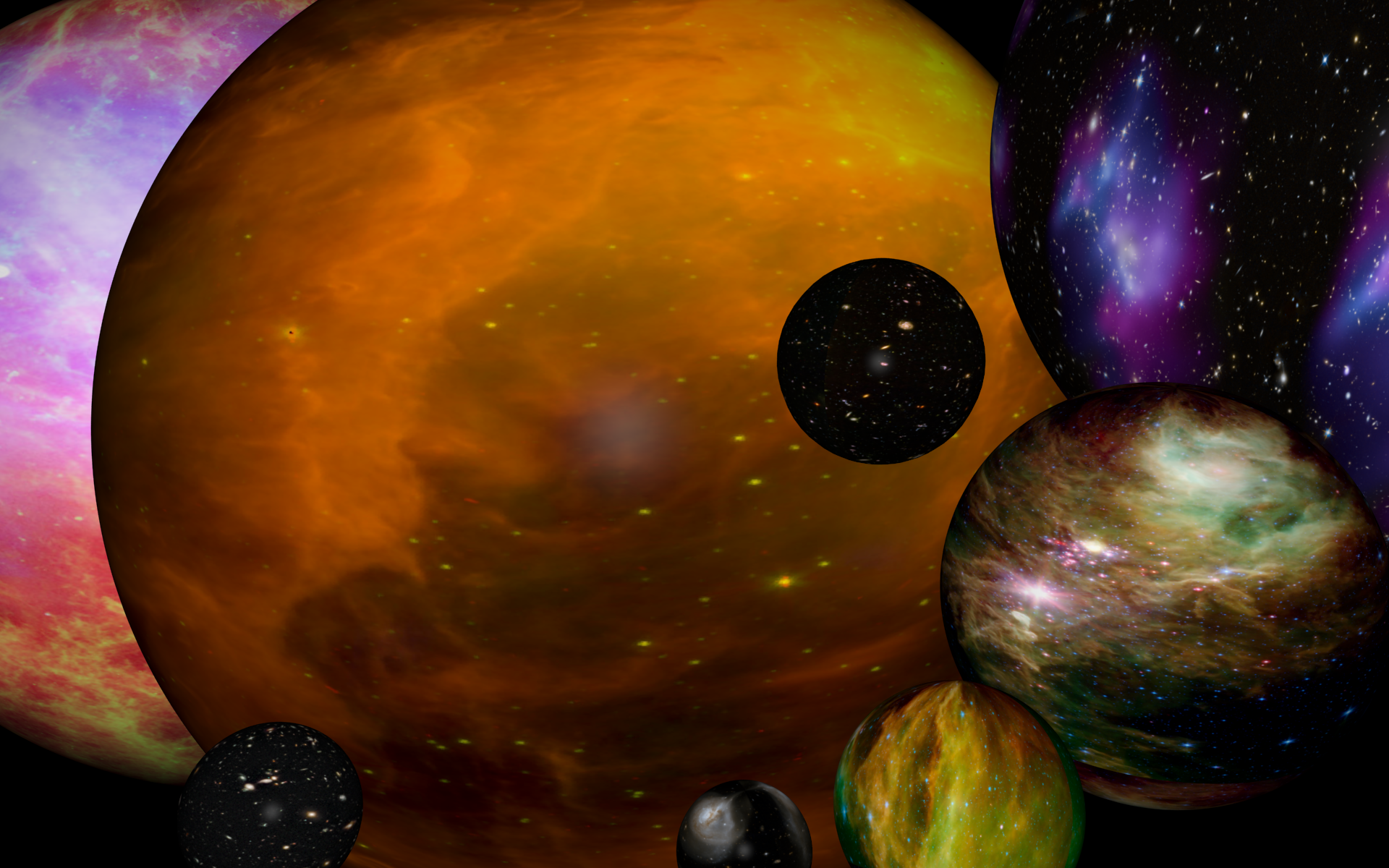
Бульбашкова модель Мультивсесвіту. Кожна сфера являє собою певний Всесвіт з різними значеннями фізичних констант

Ще в давні часи люди висували гіпотези про те, що наш Всесвіт не єдиний у своєму роді. Він може бути лише одним з численних Всесвітів, які разом утворюють величезний Мультивсесвіт.
Своїм існуванням теорія Мультивсесвіт завдячує так званій інфляції — дуже швидкому розширенню Всесвіту після Великого вибуху. Гіпотеза «вічної інфляції» вперше була запропонована фахівцем з космології Олександром Віленкіним. Він та інші вчені припускають, що інфляція припинилася лише на деяких ділянках космосу, у так званих «термалізованих регіонах», але триває на інших. Це має створювати «інфляційні бульбашки», кожна з яких може перерости в окремий Всесвіт.
Ці бульбашки, попри існування в одному Мультивсесвіті, ніяк не пов'язані одна з одною. Тому не має різниці, як закінчиться їхнє існування — тепловою смертю, Великим стисканням або Великим розривом. Мультивсесвіт буде продовжувати існувати, створюючи нові Всесвіти скоріше, ніж «відмиратимуть» старі.

### Фальшивий вакуум

Скалярне поле φ у стані фальшивого вакууму. Енергія E вище, ніж у стані справжнього вакууму (основний стан), але потенційний бар'єр перешкоджає переходу поля. Він стає можливим лише при підвищенні енергії поля або шляхом квантомеханічного тунелювання

В основі концепції Стівена Гокінга лежить гіпотеза щодо квантового розпаду вакууму. Вона передбачає, що існує два стани вакууму з різними рівнями енергії — «фальшивий» та «справжній». Передбачається, що наш Всесвіт перебуває саме у фальшивому вакуумі. Згідно з квантовою теорією поля, фальшивий вакуум це метастабільний стан з певним рівним енергії. Але «справжній» вакуум має найменшу з усіх можливих енергій.
За думкою Гокінга, бозон Гіггса під час експериментів може бути переведений у такий нестабільний стан, що створить своєрідний «тунель» між фальшивим та справжнім вакуумом. У результаті весь Всесвіт моментально перейде в інший фізичний стан, змінивши при цьому всі відомі фізичні закони і, можливо, знищивши наявне життя.
Проте для створення подібної нестабільності потрібен прискорювач розміром із Землю, та навіть якщо людству вдасться створити такий масивний прилад, шанс створення справжнього вакууму в нашому Всесвіті все одно буде дуже мізерним.

### Кінець часу
Сценарій кінця часу є скоріше гіпотезою, ніж теорією. Припустимо, що ми існуємо у Всесвіті, який ніколи не закінчиться, тобто розширюється постійно. З нескінченною кількістю часу все, що може статися, станеться зі 100 % імовірністю (згідно з теорією Пуанкаре). Ці допущення зацікавили вчених, що намагалися передбачити кінець існування нашого Всесвіту, тому вони припустили: колись сам час має зупинитися. Ми ніколи не дізнаємося, що це сталося. Цей ефект не буде тривати завжди, бо сам час просто не буде рухатися вперед.
Цю гіпотезу можна поєднати з теорією Мультивсесвіту, розширення якого також нескінченне. Оскільки закони фізики не діють у нескінченному всесвіті, вченим доводиться окремо брати певні ділянки і рахувати ймовірності вже для них. З цього можна зробити висновок, що існує фізична межа, за яку не можна вийти. І, якщо вірити фізикам, у наступні 3,7 мільярда років ми перетнемо цей часовий бар'єр і для нас Всесвіт перестане існувати. Хоча куди більш ймовірно, що ми просто не до кінця розуміємо фізичні закони, тому не можемо правильно описати цей процес.
Це скоріше філософська гіпотеза, ніж наукова, але її варто брати до уваги у нескінченній моделі Всесвіту.

### Вічний Всесвіт
Розглядаючи сценарії кінця існування Всесвіту, можна поставити запитання: а якщо такого сценарію не існує? Фізики з Летбрижцького університету вважають, що відлік часу почався не з сингулярності, а набагато раніше. Сингулярність та всі події після неї могли бути лише результатом зіткнення двох бран (структур простору-часу більш високого рівня буття). У цій моделі Всесвіт циклічний і буде розширюватися та стискатися вічно.

## Значення точних вимірювань
Хоча на поточний момент ми маємо ймовірні теорії, ми не можемо бути впевнені в них до кінця. Щоб отримати правдивий і точний сценарій кінця існування Всесвіту, людству потрібно максимально точно визначити кількість темної енергії, її масу, густину, радіацію і багато інших показників. Але на цей момент ми не можемо бути впевнені навіть у її існуванні. Ось чому питання долі нашого Всесвіту залишиться відкритим ще не один десяток років.
Великий внесок у дослідження структури простору-часу роблять телескопи та супутники, що наразі досліджують Всесвіт. Телескоп BICEP займається дослідженням реліктового випромінювання, яке має велику роль у тепловій смерті Всесвіту. Великий внесок робить супутник та обсерваторія «Планк», що також досліджували мікрохвильовий фон.

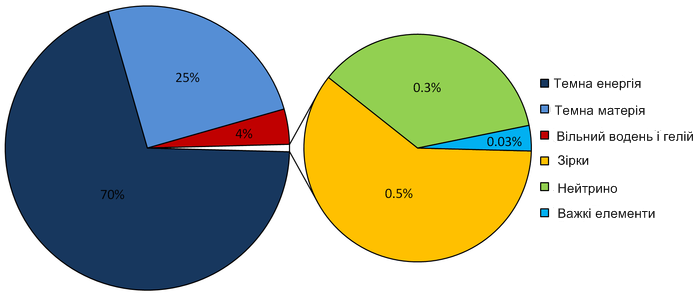
Склад просторово-плоского Всесвіту за моделлю Лямбда-CDM. Наочна демонстрація того, як в одних теоріях кількість темної енергії коливається від 70 % до повного нуля

## У культурі
- Темі теплової смерті присвятили твори багато фантастів, зокрема, Айзек Азімов з новелою «Останнє запитання».
- У телесеріалі Доктор Хто саме теплова смерть знищує наявний Всесвіт (епізод «Утопія»).
- Вона також знищує Всесвіт в епізоді «The Late Philip J. Fry» мультсеріалу Футурама, але після цього народжується новий, повністю ідентичний Всесвіт.
- Тема теплової смерті лежить в основі сюжету аніме Mahou Shoujo Madoka Magica.
- У пісні Inevitability[28] російського гурту Complex Numbers зображується Велика Заморозка.
- У книзі «Ресторан на краю Всесвіту» Дугласа Адамса прибульці навчилися робити зі смерті Всесвіту розвагу, пересуваючись у часі за пів години до його знищення.
- У комп'ютерній грі «Квантовий розлом» компанії Remedy, ціль гравця — закрити квантовий розлом, який спричиняє кінець часу.